# 10,5 cm Feldhaubitze 98/09
A 10,5 cm Feldhaubitze 98/09 (rövidítve 10,5 cm F.H. 98/09 vagy 10,5 cm FH 98/09, magyarul 10,5 cm-es tábori tarack 98/09) egy tarack volt, melyet a Német Birodalom használt az első világháború alatt.

## Történet
A löveget eredetileg a Rheinmetall gyártotta 10,5 cm Feldhaubitze 98 jelöléssel, amely régi kialakítású, merev hátrasiklású fegyver volt, de a Krupp 1902 és 1904 között újratervezte új hátrasikló mechanizmussal és új lövegtalppal. Azonban a típust egészen 1909-ig nem rendszeresítették. A meglévő lövegeket újraépítették az új szabványnak megfelelően.
A löveget ellátták a lövegpajzshoz rögzített ülésekkel.
A világháború kitörésekor 1260 darab állt hadrendben.

## Lőszer
- Feldhaubitzgranate 98 – Egy 15,8 kilogrammos repesz-romboló lövedék.
- Feldhaubitzgranate 05 – Egy 15,7 kilogrammos repesz-romboló lövedék.
- Feldhaubitzschrapnel 98 – Egy 12,8 kilogrammos srapnel lövedék.

Eredetileg 7 hajtótöltetet használtak, de a háború alatt ezt 9-re növelték a lőtávolság kitolása érdekében.

## Fordítás
- Ez a szócikk részben vagy egészben  a(z)   10.5 cm Feldhaubitze 98/09 című angol Wikipédia-szócikk ezen változatának fordításán alapul.  Az eredeti cikk szerkesztőit annak laptörténete sorolja fel. Ez a jelzés csupán a megfogalmazás eredetét és a szerzői jogokat jelzi, nem szolgál a cikkben szereplő információk forrásmegjelöléseként.